# Rohrbach (Bavière)
Pour les articles homonymes, voir Rohrbach.
Rohrbach  est une commune de Bavière (Allemagne), située dans l'arrondissement de Pfaffenhofen an der Ilm, dans le district de Haute-Bavière.